# Чарторія (Підляське воєводство)
Чарторія (пол. Czartoria) — село в Польщі, у гміні Мястково Ломжинського повіту Підляського воєводства.
Населення — 202 особи (2011).
У 1975-1998 роках село належало до Ломжинського воєводства.

## Демографія
Демографічна структура станом на 31 березня 2011 року:
|          | Загалом | Допрацездатний вік | Працездатний вік | Постпрацездатний вік |
| -------- | ------- | ------------------ | ---------------- | -------------------- |
| Чоловіки | 106     | 21                 | 71               | 14                   |
| Жінки    | 96      | 23                 | 47               | 26                   |
| Разом    | 202     | 44                 | 118              | 40                   |